# Estação Ferroviária de Viseu
A Estação Ferroviária de Viseu (nome anteriormente grafado como "Vizeu") foi uma interface das Linhas do Dão e do Vouga, que servia a cidade de Viseu, em Portugal. Entrou ao serviço em 25 de Novembro de 1890, como gare terminal da Linha do Dão, tendo sido ligada à Linha do Vouga em 5 de Setembro de 1913. A estação foi encerrada em 1990, em conjunto com as duas linhas que servia.

## Descrição

### Localização e acessos
A estação ligava-se ao centro da cidade através da Avenida António José de Almeida.

### Caraterização física
Apesar de ser uma estação terminal (mas por sererm previstas linhas de prolongamento), o edifício de passageiros situava-se não ao topo da via mas do seu lado norte (lado direito do sentido descendente, para Espinho e Santa Comba). A superfície dos carris da estação ferroviária de Viseu no seu ponto nominal situava-se à altitude de 44 157 cm acima do nível médio das águas do mar.

#### Inserção na Linha do Vouga

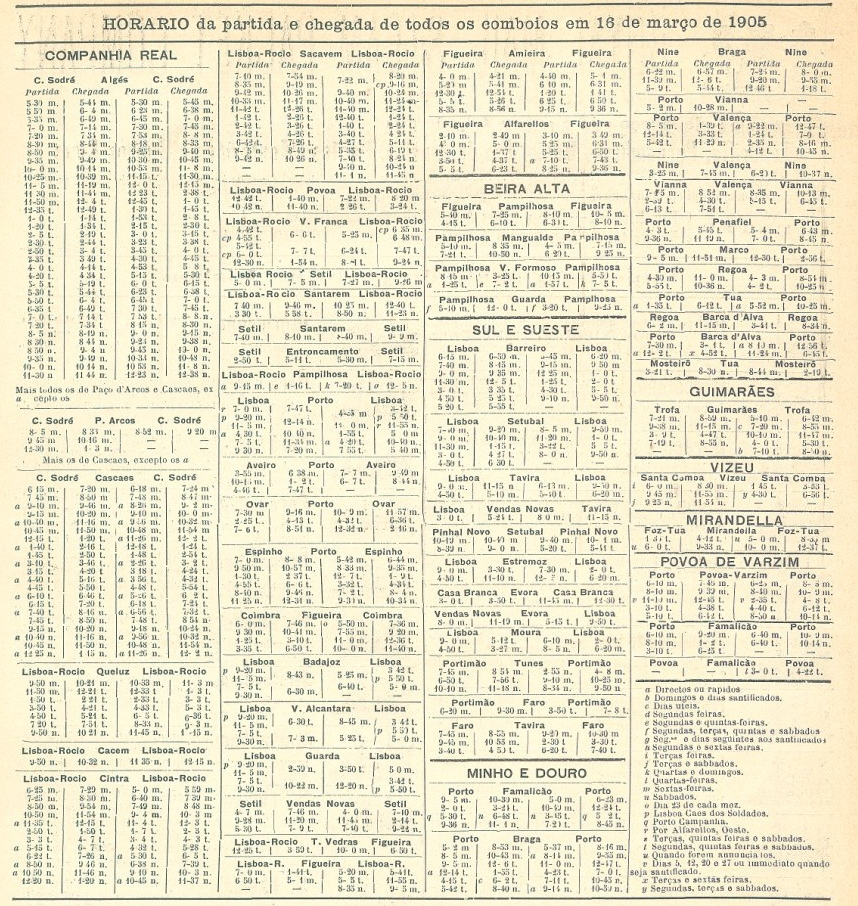
Horário de 1905. Esta gare surge com o nome original, Vizeu, estando ainda só ligada a S. C. Dão.

|  |  |  |

|  |  |  |

|  |  |  |

|  |  |  |

|  |  |  |

|  |  |  |

|  |  |  |

|  |  |  |

|  |  |  |

|  |  |  |

 O ponto fulcral da Linha do Vouga é a estação de Sernada, onde a linha oriunda de Aveiro se bifurca — seguindo para Viseu, à direita, e para Espinho, à esquerda. No entanto, desde a fase de planeamento (década de 1890) até 1992, a nomenclatura das linhas contrariava a sua topologia, designado-se o trajeto Espinho-Viseu (incl. infleção em Sernada) como Linha do Vouga, sendo o segmento remanescente (Aveiro-Sernada) identificado como Ramal de Aveiro. Só em 1992 foi esta nomenclatura retificada, passando a designar-se Linha do Vouga o trajeto contínuo Espinho-Aveiro, ficando o restante segmento, Viseu-Sernada (entretanto extinto em 1990), com o nome Ramal de Viseu; no entanto, a igualmente já extinta Linha do Dão (S.C.Dão-Viseu) foi também integrada sob esta nóvel designação.

## História

### Antecedentes
Nos primeiros anos do caminho de ferro em Portugal, o engenheiro Wattier foi encarregado de estudar os traçados das linhas do Leste e Norte, tendo proposto que esta última seguisse pelo centro do país, passando por Coimbra, Viseu e Lamego. Em Viseu seria feita a bifurcação com uma linha até Burgos, em Espanha, que permitiria o acesso directo a França sem passar por Madrid.
Em 1885, foi estudada uma linha de via larga entre Viseu e Chaves, transitando pelos vales do Paiva e Tâmega; no entanto, devido ao relevo montanhoso, que tornava extremamente difícil a construção em bitola larga, foi feito um novo estudo, mas desta vez para via estreita. Posteriormente, o troço a Sul do Rio Douro foi abandonado, tendo-se decidido construir apenas a partir de Livração. Em 1889, surgiu um outro projecto de caminho de ferro, partindo de Recarei, na Linha do Douro, e terminando em Mangualde, na Linha da Beira Alta, utilizando o vale do Rio Paiva e servindo São Pedro do Sul e Viseu. Também houve um terceiro projecto, do alemão Maximiliano Schreck, que foi autorizado a construir uma via férrea do tipo americano entre Vila Real, Régua, Lamego e Viseu.

### Planeamento e inauguração
Em 26 de Abril de 1883, foi publicada uma lei estabelecendo as condições para a construção de um ramal até Viseu, e em 29 de Julho de 1885 foi assinado um contrato entre o estado e o Marquez da Foz, Visconde de Macieira, Fernando Palha e Henrique Moser para a construção e exploração deste caminho de ferro, com início em Santa Comba Dão. Originalmente denominado de Ramal de Vizeu, foi construído numa só fase, pela Companhia Nacional de Caminhos de Ferro, tendo sido inaugurado em 24 de Novembro de 1890, e aberto à exploração no dia seguinte.
Após a inauguração, a gare ficava a cerca de dois quilómetros do centro de Viseu, pelo que foi construído um novo acesso rodoviário, a Avenida da Estação, que reduziu a distância até ao Rossio para cerca de oitocentos metros. Após a Implantação da República, esta artéria foi renomeada para Avenida António José de Almeida.

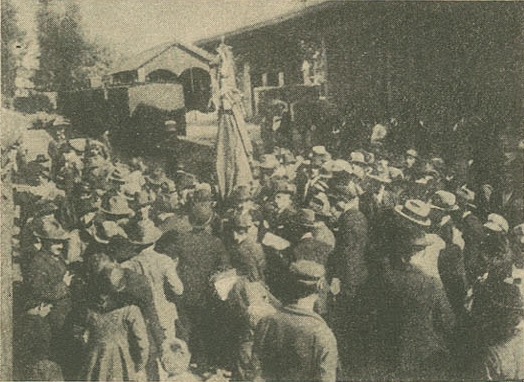
População na gare de Viseu, à espera dos convidados para um congresso dos empregados do comércio, em 1921

### Século XX
Em 30 de Janeiro de 1905, foi inaugurado o primeiro centro republicano na cidade de Viseu, tendo sido convidado o professor Bernardino Machado. Este chegou por volta da Meia-noite à estação de Viseu, onde era aguardado por uma multidão, tendo feito um pequeno discurso a partir da janela do comboio. Em 8 de Março de 1908, foi organizado um comboio especial de Santa Comba Dão até Viseu, para transportar os oradores e vários participantes para um comício republicano; chegou à cidade por volta das 12 horas e 40 minutos, tendo sido recebido na gare por milhares de pessoas. O jornal A Voz da Oficina de 8 de Outubro de 1910 relatou que a primeira notícia que houve da revolução republicana em Lisboa foi quando Álvaro Borges Soeiro regressou a Viseu no comboio da noite, no dia 5 de Outubro; só no dia seguinte é que a Implantação da República foi oficialmente anunciada por telégrafo.
Em 1913, existiam serviços de diligências que ligavam a estação de Viseu a Mangualde, Aguiar da Beira, Estarreja, Lamego, Moimenta da Beira, Ponte do Abade, São Pedro do Sul, Vila Nova de Paiva e Vouzela.

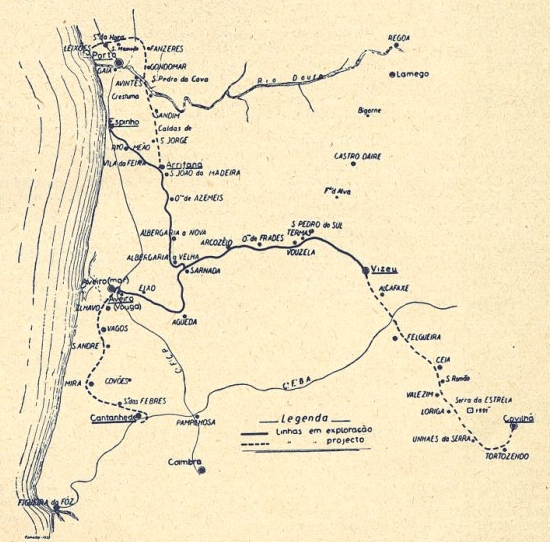
Rede do Vale do Vouga, na Década de 1930, incluindo o projecto de Viseu à Covilhã (a Linha do Dão, já existente, não representada)

#### Ligação à Linha do Vouga
Apesar da Linha do Dão permitir a ligação de Viseu ao resto do país (pela Linha da Beira Alta em Santa Comba Dão), continuava a ser necessária uma segunda via férrea que unisse a cidade ao litoral, mas o percurso era considerado muito difícil, devido ao relevo montanhoso da região a atravessar. Em 1889, foi concedida a Linha de Espinho a Torredeita, futura Linha do Vouga, cujo término foi alterado para Viseu em 1901. Em 5 de Setembro de 1913, entrou ao serviço o lanço entre Bodiosa e Viseu, embora a Linha do Vouga só tenha sido concluída com a abertura do lanço entre Vouzela e Bodiosa, em 5 de Fevereiro de 1914. Este caminho de ferro foi construído pela Compagnie Française pour la Construction et Exploitation des Chemins de Fer à l'Étranger.
Em 28 de Janeiro de 1923, o periódico Notícias de Viseu reivindicou que se iniciasse o planeamento da Avenida da Circunvalação, que devia sair do Largo da Estação. Em 10 de Agosto de 1926, começou a circular um comboio de luxo entre as Termas de São Pedro do Sul e Santa Comba Dão, onde tinha ligação aos comboios rápidos da Beira Alta, que em Pampilhosa davam correspondência ao Sud Expresso.
Em 1933, a Companhia Nacional de Caminhos de Ferro instalou as comunicações telefónicas entre as estações de Viseu e Santa Comba Dão. Em 1939, a Companhia Nacional fez várias remodelações e melhoramentos nesta estação, incluindo as gares, o edifício principal, e nos dormitórios.
Em 1949, Viseu estava em franco desenvolvimento, sendo a zona em redor da estação um dos principais pólos de crescimento da cidade.

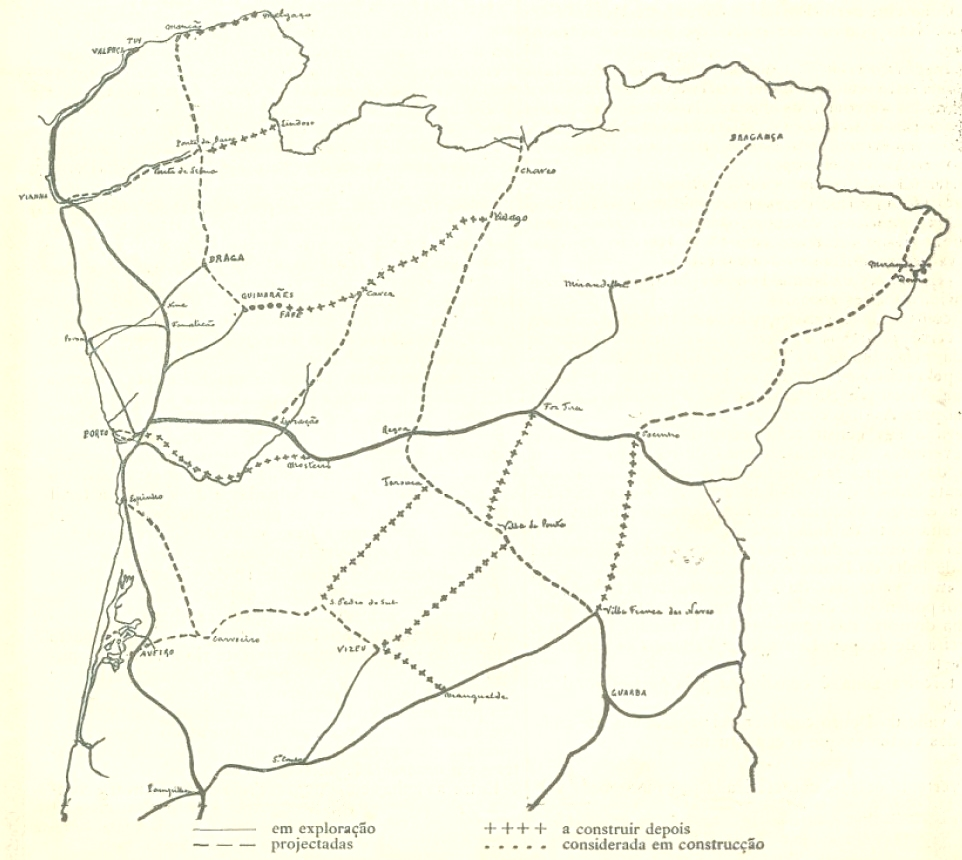
Mapa da Rede Complementar ao Norte do Mondego; junto a Viseu, apenas a linha até S. C. Dão está construída, vendo-se os planos para a futura L.ª do Vouga, até Espinho e Aveiro, e das linhas, nunca construídas, até Tua e até Mangualde.

#### Projectos de ligação a outras linhas
Nos finais do Século XIX, uma comissão técnica foi formada para fazer vários estudos, no sentido de colaborar na preparação do Plano Complementar da Rede ao Norte do Mondego, um documento oficial que estabelecia o planeamento das futuras linhas ferroviárias naquela zona do país. Uma das linhas propostas ligaria Viseu a Tua, nas Linhas do Tua e Douro, em via estreita, de forma a unir-se com a Linha do Tua, que também era propriedade da Companhia Nacional de Caminhos de Ferro. No entanto, este caminho de ferro não chegou a ser incluído no Plano definitivo, decretado em 15 de Fevereiro de 1900. Assim, quando em 1927 iniciaram-se os estudos para a elaboração de um novo plano, a comissão correspondente voltou a propor esta linha, enquanto que  as autoridades militares defenderam a construção de uma outra linha, entre Gouveia e a Régua, passando por Lamego, Viseu e Mangualde, em via larga. Porém, esta proposta foi criticada, devido às dificuldades de construir em bitola larga, que já tinham sido encontradas durante os estudos de 1885, e à circunstância que a Estação da Régua não oferecia condições suficientes para se tornar num entroncamento de via larga. Em alternativa, a comissão sugeriu que a linha de via estreita entre Régua e Lamego, então em construção, fosse continuada até São Pedro do Sul.
Em 17 de Março de 1907, foi realizado um comício em Mangualde, exigindo a construção do caminho de de ferro desde Gouveia até Viseu, tendo estado presentes os presidentes das câmaras de Mangualde, Viseu, Gouveia, Penalva do Castelo, Manteigas, e os representantes do Sindicato Agrícola de Nelas e da Associação Comercial de Viseu Dois anos depois, em 21 de Março de 1909, o jornal O Comércio de Viseu relatou que uma delegação viseense da Liga dos Agricultores da Beira tinha-se dirigido a Lisboa para pedir soluções para vários problemas da região, incluindo a instalação da ligação ferroviária a Gouveia. Este projecto ganhou mais relevo com as promessas dos responsáveis republicanos, e em Abril de 1911, quando Brito Camacho visitou os concelhos de Gouveia e Mangualde, uma comissão de Viseu voltou a reclamar ao governo a construção daquele caminho de ferro, recordando que há já muito tempo que se procurava ligar os principais pólos populacionais de Viseu, e de toda a região agrícola e industrial da foz dos Rios Sátão, do Mondego e do Alto Dão. A comissão também salientou a importância dos transportes na região, de forma a exportar os seus produtos para o Porto, de onde também vinham mercadorias. Assim, a planeada linha de Arganil a Mangualde, com passagem por Seia e Gouveia, devia ser prolongada até Viseu, onde terminaria a Linha do Vouga, que ligaria a Espinho e consequentemente ao Porto. A imprensa regional criticou a utilização de via métrica nas duas linhas até Viseu, opinando que isto prejudicaria as ligações com o resto do país, uma vez que forçava à realização de transbordos para as outras linhas, e recordou que todas as outras capitais de distrito, salvo Vila Real e Bragança, tinham sido ligadas por vias férreas de via larga. No entanto, a instabilidade política e as dificuldades económicas da Primeira República fizeram cair estes planos, pelo que em 31 de Maio de 1914 foi feita uma nova manifestação, desta vez na cidade de Viseu, para exigir que fossem construídas as linhas.
Nos finais da Primeira República, foi anunciado que tinha sido reaberta no governo a discussão sobre o projecto da Linha de Viseu a Foz Tua, tendo o governo escolhido um percurso que tinha passagem pelos concelhos de Mundão, Sátão e Aguiar da Beira, e servia as povoações de Sequeiros, Ponte do Abade e Vila da Ponte. Estes planos dividiram a imprensa de Viseu, entre os que defendiam o traçado oficial, e os que preferiam uma solução alternativa; um dos principais opositores à directriz do governo era o Visconde do Banho, que propôs um novo traçado, que devia atravessar os municípios de Sátão, Vila Nova de Paiva, Moimenta da Beira, Sernancelhe, e a localidade de Vila da Ponte, terminando em Foz Tua. Porém, estes empreedimentos voltaram a ser suspensos após a Revolução de 28 de Maio de 1926, tendo o novo governo formado uma comissão técnica para estudar um novo plano nacional dos projectos ferroviários. Mas os novos traçados voltaram a criar controvérsia em Viseu, e em 16 de Novembro de 1928 foi feita uma reunião na sede da Associação Comercial de Industrial de Viseu, com o propósito de analisar o novo plano ferroviário para a região Norte do país. Nesta reunião chegou-se a acordo que os principais planos seriam os de Viseu à Lousã por Gouveia, Mangualde, Seia e Arganil, e de Viseu a Foz Tua, embora não se tenha obtido consenso sobre as bitolas a utilizar. Em 22 de Dezembro desse ano, uma comissão foi a Lisboa para pedir estas linhas, tendo-lhes sido garantido que no já estava tudo preparado para a construção. Nas Décadas de 1920 e 1930, especialmente entre os últimos anos da Ditadura Militar e nos princípios do Estado Novo, o Distrito de Viseu estava a passar por dificuldades económicas, e tinha grandes atrasos em termos de infraestruturas de transportes, tendo a imprensa local acusado o governo de estar a abandonar o Distrito, e de investir mais no desenvolvimento de outras regiões do país. Quando o Plano da Rede foi publicado, pelo Decreto n.º 18:190, de 28 de Março de 1930, incluía a Linha de Santa Comba a Foz Tua, que ligaria Santa Comba a Tua, passando por Viseu, e a Linha de Gouveia, de Viseu a Espariz, continuando, assim, o Ramal da Lousã, devendo ambas as linhas ser em via estreita.
No entanto, em 29 de Março de 1933, foi publicado o Decreto n.º 22.379, que suspendeu todas as autorizações para a construção de caminhos de ferro com garantias de juro, medida que foi criticada pelo periódico O Comércio de Viseu de 29 de Abril de 1933, uma vez que atingia directamente as vias férreas planeadas para Viseu. No entanto, nessa década o transporte rodoviário já estava em pleno desenvolvimento, retirando muito tráfego aos caminhos de ferro, especialmente nas mercadorias, e este meio de transporte começou a perder prioridade nas pretensões da região. Apesar disto, a Companhia da Beira Alta ainda mantinha, em Janeiro de 1934, a sua intenção de ligar Viseu a Gouveia e Mangualde, utilizando via larga.

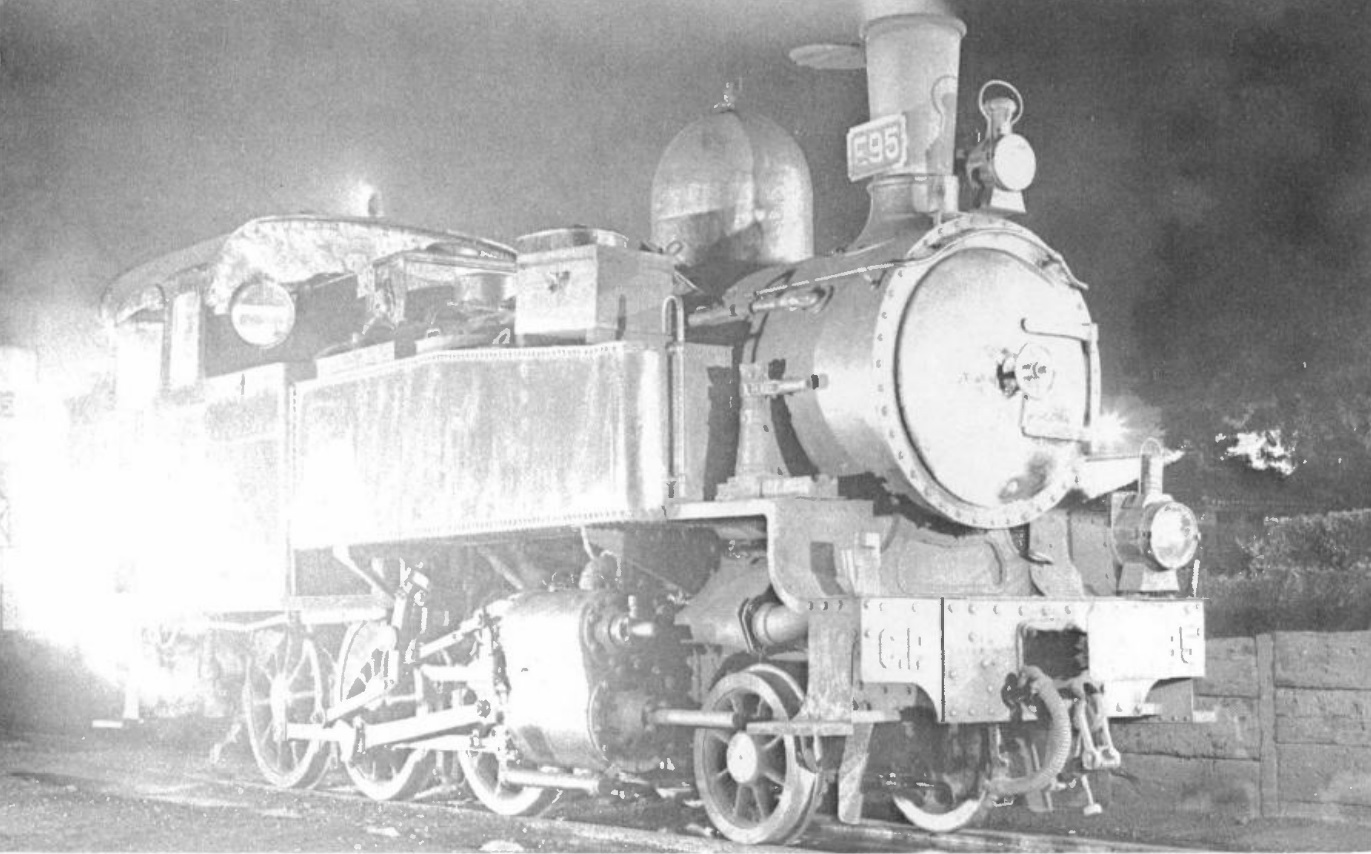
Locomotiva a vapor E95 em Viseu (foto publicada em 1975).

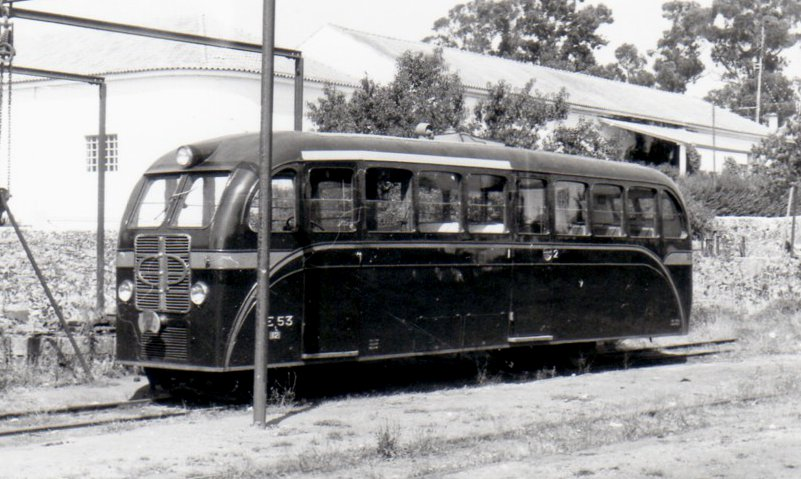
Automotora ME 53, parqueada em Viseu, em 1968.

#### Transição para a CP
Em 1 de Janeiro de 1947, as Companhias Nacional e do Vouga foram integradas na Companhia dos Caminhos de Ferro Portugueses.

#### Declínio e encerramento
A Linha do Vouga ficou sem tráfego ferroviário entre 1972 e 1975. Em 1975, começaram os serviços de autocarros da C.P. ligando Viseu ao Porto e a Aveiro, para substituir os comboios. Em 1988, foi suspenso o trânsito dos comboios na Linha do Dão, que foi definitivamente encerrada em 1990. (Para ser transformada na Ecopista do Dão em 2007-2011.)[carece de fontes?] Em 2 de Janeiro de 1990, a operadora Caminhos de Ferro Portugueses encerrou o lanço da Linha do Vouga entre Sernada do Vouga e Viseu, como parte de um plano de reestruturação daquela empresa.